# Inondations de 2020 en Afrique de l'Est
 (avril 2023).
Les inondations en Afrique de l'Est en 2020  ont été une catastrophe naturelle au Rwanda, au Kenya, en Somalie, au Burundi, en Éthiopie, en Ouganda, en République démocratique du Congo, à Djibouti et en Tanzanie, touchant au moins 700 000 personnes. Ils ont commencé lorsque des pluies excessives ont commencé à tomber en mars, entraînant des inondations massives et des glissements de terrain. Ils ont fait plus de 430 morts, notamment au Kenya et au Rwanda. À l'automne, une autre série d'inondations a frappé le Sahel africain,.
Les inondations sont le type de catastrophe naturelle le plus fréquent et se produisent lorsqu'un débordement d'eau submerge des terres généralement sèches. Elles sont souvent causées par de fortes précipitations, une fonte rapide des neiges ou une onde de tempête provoquée par un cyclone tropical ou un tsunami dans les zones côtières. Des inondations désastreuses ont causé des millions de morts au XXe siècle, des dizaines de milliards de dollars de pertes économiques directes chaque année et une perturbation importante du commerce mondial.

## Impact par pays

### Rwanda
De fortes pluies, des éclairs et des orages ont touché le pays entre le 2 et le 4 mars, faisant 5 morts, avec des inondations signalées dans les provinces de Kigali et du Sud. Deux personnes sont mortes dans des inondations dans le district de Ruhango, province du Sud et une personne dans le district de Gasabo, province de Kigali. Une personne est également décédée des suites de coups de foudre dans le district de Rulindo, province du Nord et une autre dans le district de Nyanza, province du Sud. Au total, 13 personnes ont été blessées et 42 maisons détruites. Des routes et des ponts ont également été endommagés ou détruits. Le 7 mars, 5 personnes sont mortes après que de fortes pluies ont fait déborder une rivière et inondé une grotte dans le district de Nyamagabe, dans la province du Sud,.
En avril, 6 personnes sont mortes après que de fortes pluies ont provoqué des glissements de terrain dans le district de Gicumbi, dans la province du Nord. Les zones les plus touchées sont les secteurs de Nyankenke et de Kageyo. Les biens, les infrastructures et le bétail ont tous été endommagés ou détruits. Les autorités ont exhorté les habitants des zones à haut risque à se réinstaller dans des zones plus sûres. De fortes pluies ont également touché certaines parties de la province de l'Est les 19 et 20 avril, où les médias ont déclaré qu'au moins 3 personnes étaient mortes lors d'inondations distinctes dans le district de Gatsibo. Les inondations ont également endommagé les cultures du district.
De fortes pluies à travers le pays du 1er au 3 mai ont causé de graves dégâts et 8 morts. 70 personnes sont mortes dans des inondations et des glissements de terrain après des pluies torrentielles. La station météo de Byimana dans le district de Ruhango a enregistré 140 mm de précipitations en 24 heures le 7 mai. La pluie et les inondations ont également détruit 91 maisons, 5 ponts et emporté les récoltes.

### Kenya

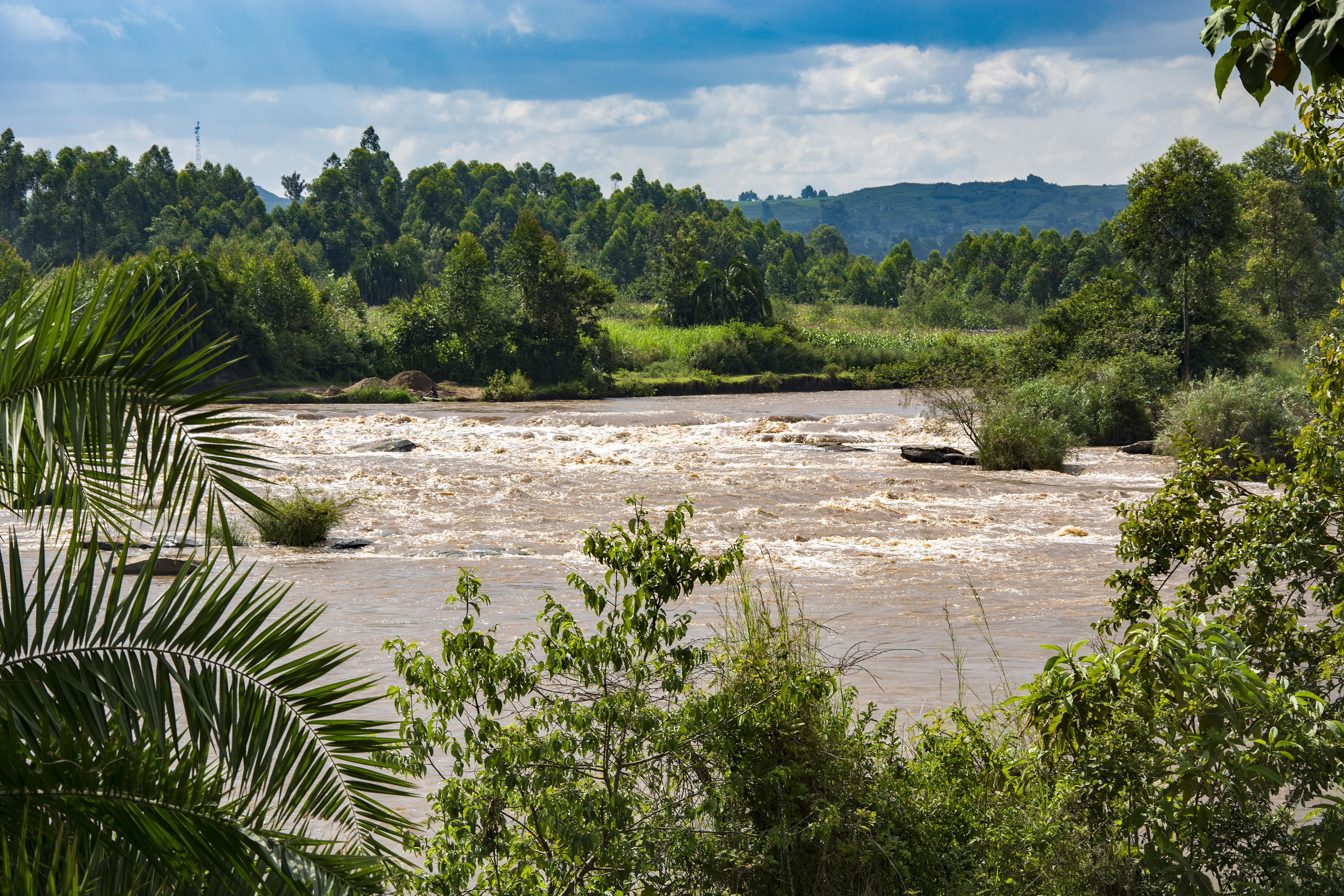
Rivière Nzoia, juillet 2016

237 personnes sont mortes dans les inondations au Kenya en avril et mai tandis que plus de 100 000 ont été déplacées. Les inondations ont touché 29 des 47 comtés du pays. De vastes étendues de terres sont inondées dans les comtés de Busia et Siaya, dans l'ouest du Kenya, après le débordement de la rivière Nzoia. Plus de 800 000 Kenyans dans 161 000 ménages ont été affectés par les effets des fortes pluies en cours,.
Certains des effets des inondations de 2020 dans le pays ont entraîné des déplacements de personnes dans la circonscription de Budalangi, dans l'ouest du Kenya, qui vivent sur les rives de la rivière Nzoia. En avril 2020, de fortes pluies extrêmes ont provoqué des glissements de terrain dans les comtés de West Pokot et d'Elgeyo Marakwet, entraînant la mort de 19 personnes, des personnes portées disparues, des maisons détruites et la mort de bétail.

### Somalie
De fortes pluies ont touché de vastes régions de la Somalie à partir du 20 avril, provoquant une crue des rivières et des crues soudaines. Le 27 avril, des crues soudaines massives ont balayé la ville de Gardo, dans la région nord-est de Bari, qui fait partie de l'État autonome du Puntland. 16 personnes sont décédées, 546 103 touchées et 216 895 déplacées. Des centaines de familles auraient perdu leur maison,. En outre, cinq personnes sont mortes lorsque la pluie a provoqué l'effondrement d'une maison le 11 mai.

### Burundi

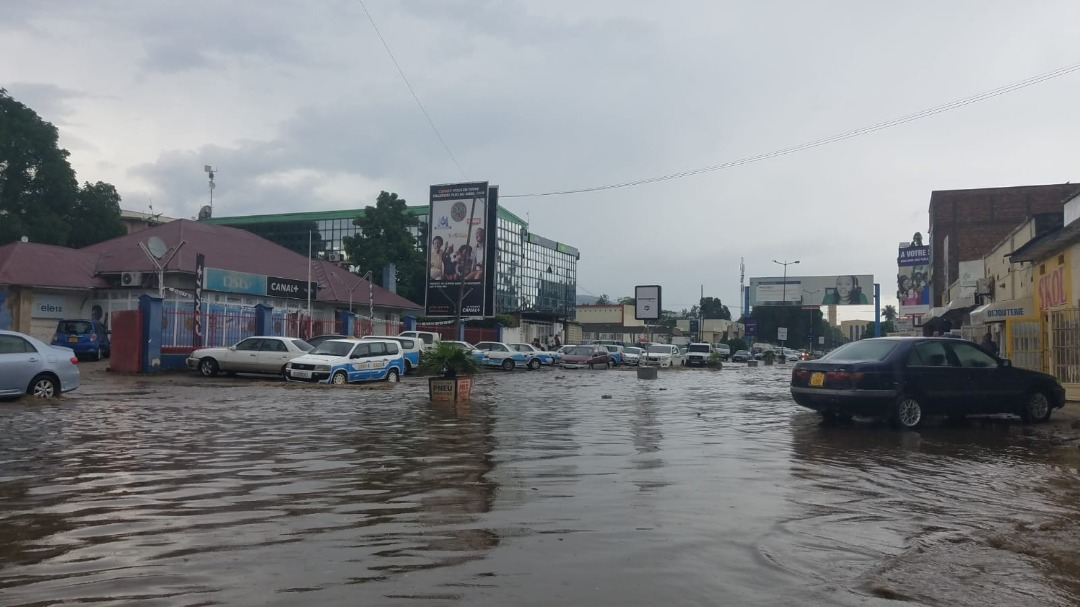
Inondations à Bujumbura, Burundi, décembre 2019

Le Burundi est susceptible de futures catastrophes liées à l'eau, mais l'examen de l'influence du changement climatique sur les caractéristiques hydroclimatiques régionales est difficile en raison d'un manque de données locales et de planification de l'adaptation. 1 personne est décédée et 280 ont été déplacées à la suite d'intempéries au Burundi pendant la période du 2 au 8 mars.

### Djibouti
8 personnes sont mortes dans des crues soudaines à Djibouti. La ville de Djibouti et ses environs ont été les plus touchés après les crues soudaines du 21 avril après de fortes pluies pendant la nuit. L'ONU à Djibouti a déclaré que les premières estimations indiquent que quelque 18 000 ménages (environ 110 000 personnes) ont été touchés dans la ville de Djibouti et sa banlieue de Balbala,.

### Ethiopie
On pense que pas moins de 12 personnes sont mortes dans un glissement de terrain provoqué par de fortes pluies en Éthiopie. Le glissement de terrain a frappé le Woreda spécial d'Ale dans la région des nationalités et des peuples des nations du Sud (SNNP). Six maisons ont été complètement détruites et plusieurs familles déplacées. Sept corps ont été retrouvés, dont 5 sont toujours portés disparus. Les opérations de recherche se poursuivaient mais ont été entravées par un terrain instable. Huit personnes sont mortes dans la zone de Gamo entre le 11 et le 18 avril. Les inondations dans la ville de Jinka le 25 avril ont endommagé les infrastructures et le bétail. D'autres régions du pays ont également connu de fortes pluies depuis fin avril. Les crues soudaines du 24 avril ont fait au moins 4 morts à Dire Dawa. Le 29 mai, un glissement de terrain a tué 10 personnes dans la zone de Gamo.

### Ouganda
Des milliers de personnes ont été touchées par des inondations soudaines et des glissements de terrain dans les régions de l'Ouest et du Nord après de fortes pluies à partir du 1er mai environ. Des maisons ont été détruites et environ 5 000 personnes déplacées. On pense que quatre personnes sont mortes dans les inondations, et 3 autres sont portées disparues. De graves inondations et glissements de terrain se sont produits dans le district de Rubanda, où 2 personnes sont mortes et 31 maisons ont été détruites. Les glissements de terrain ont frappé après des heures de fortes pluies le 2 mai. Des inondations dans le district de Kabale, dans l'ouest de l'Ouganda, le 1er mai, ont endommagé des routes et des habitations. Au moins une personne serait morte dans les inondations. Environ 500 familles du district de Nakapiripirit ont été déplacées et leurs récoltes détruites à la suite des inondations déclenchées par de fortes pluies le 2 mai. Les fortes pluies de ces dernières semaines ont augmenté le niveau du lac Victoria où plus de 3 800 personnes sur les îles du lac du district de Mayuge ont été invitées à évacuer à mesure que le niveau du lac augmentait. Le 21 mai, 8 personnes périssent dans de nouvelles crues soudaines.

### République Démocratique du Congo
44 personnes sont mortes, 200 ont été blessées, tandis que 64 000 se sont retrouvées sans abri lors des inondations dans la province du Sud-Kivu. Des pluies torrentielles sont tombées sur la ville d'Uvira et ses environs au Sud-Kivu, du 16 au 17 avril,.

### Tanzanie
En avril, des milliers de personnes ont été touchées par des inondations et des coulées de boue à Arusha et au Kilimandjaro, dans le nord de la Tanzanie. Deux décès ont été signalés dans le district d'Arumeru, dans la région d'Arusha, où au moins 50 maisons ont été détruites. Les inondations ont également bloqué l'importante route Arusha-Moshi dans le district d'Arumeru, bloquant des centaines de passagers. Dans la région du Kilimandjaro, plus de 2 700 ménages du district de Moshi se sont retrouvés sans abri à cause des inondations. Des dizaines de maisons ont été emportées par des crues soudaines dans le district de Hai.

## Causes
Un dipôle positif de l'océan Indien en octobre-décembre 2019 a entraîné des précipitations supérieures à la moyenne sur l'Afrique de l'Est pendant les courtes pluies d'octobre-décembre 2019. Cela a été suivi par des précipitations supérieures à la moyenne en janvier et février 2020 (saison sèche). Les longues pluies de 2020 (mars-mai) ont également donné des précipitations supérieures à la moyenne dans toute l'Afrique de l'Est - avec des totaux de précipitations particulièrement élevés en mars et avril 2020. Sur l'Ouganda et l'ouest du Kenya, des précipitations supérieures à la moyenne se sont poursuivies de juin à septembre.